# Marie de Bourbon, Ducesă de Montpensier
Marie de Bourbon (15 octombrie 1605 – 4 iunie 1627), Ducesă de Montpensier prin naștere și Ducesă de Orléans prin căsătorie, a fost o nobilă franceză și una dintre ultimii membrii ai Casei de Bourbon-Montpensier. Părinții ei au fost Henri de Bourbon și Henriette Catherine de Joyeuse.
1. 1 2 3 4   http://genealogy.euweb.cz/lorraine/lorraine6.html, accesat în 15 ianuarie 2016 Lipsește sau este vid: |title= (ajutor)